# Gorki Leninskieje

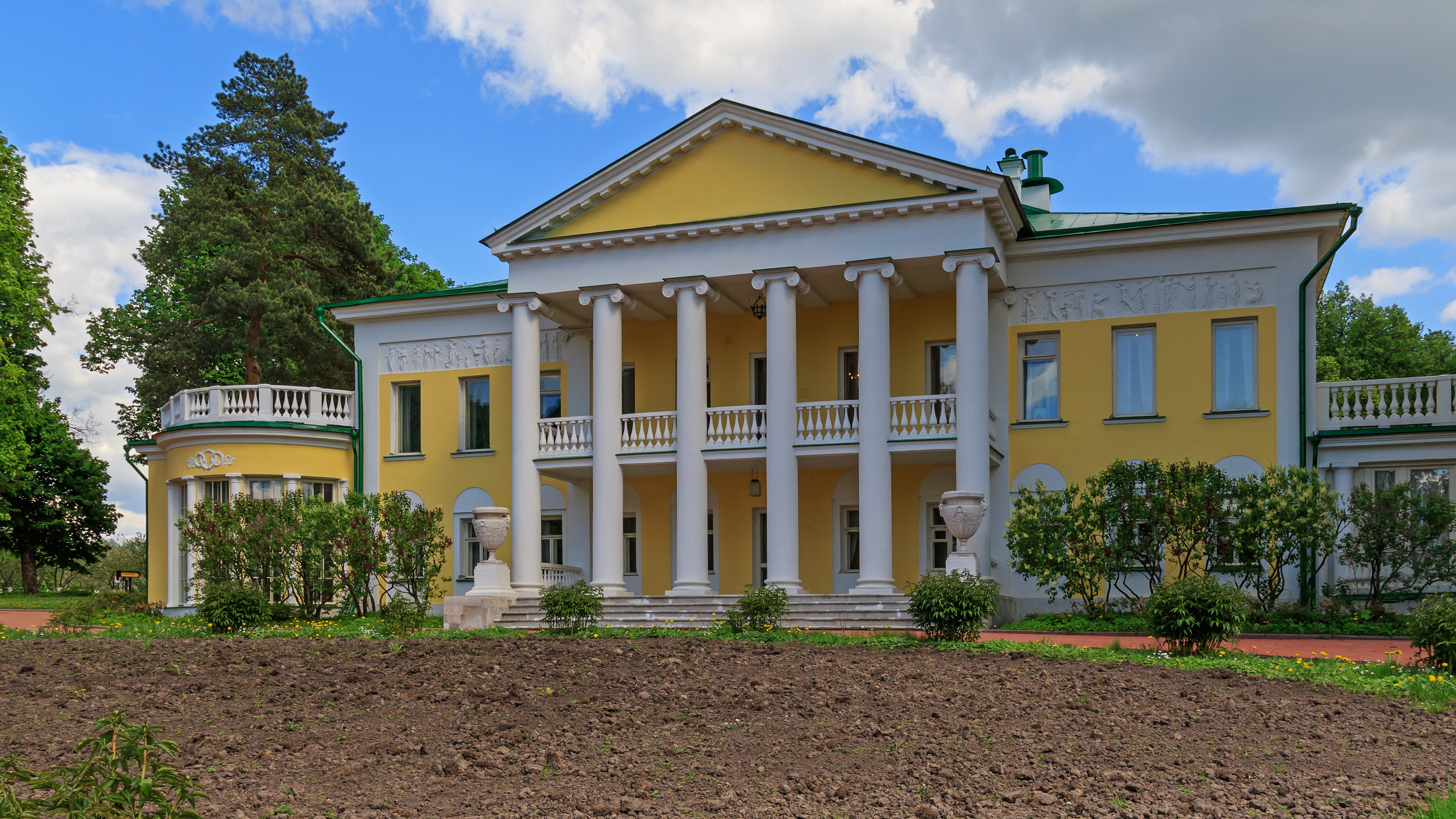
Het Lenin Museum

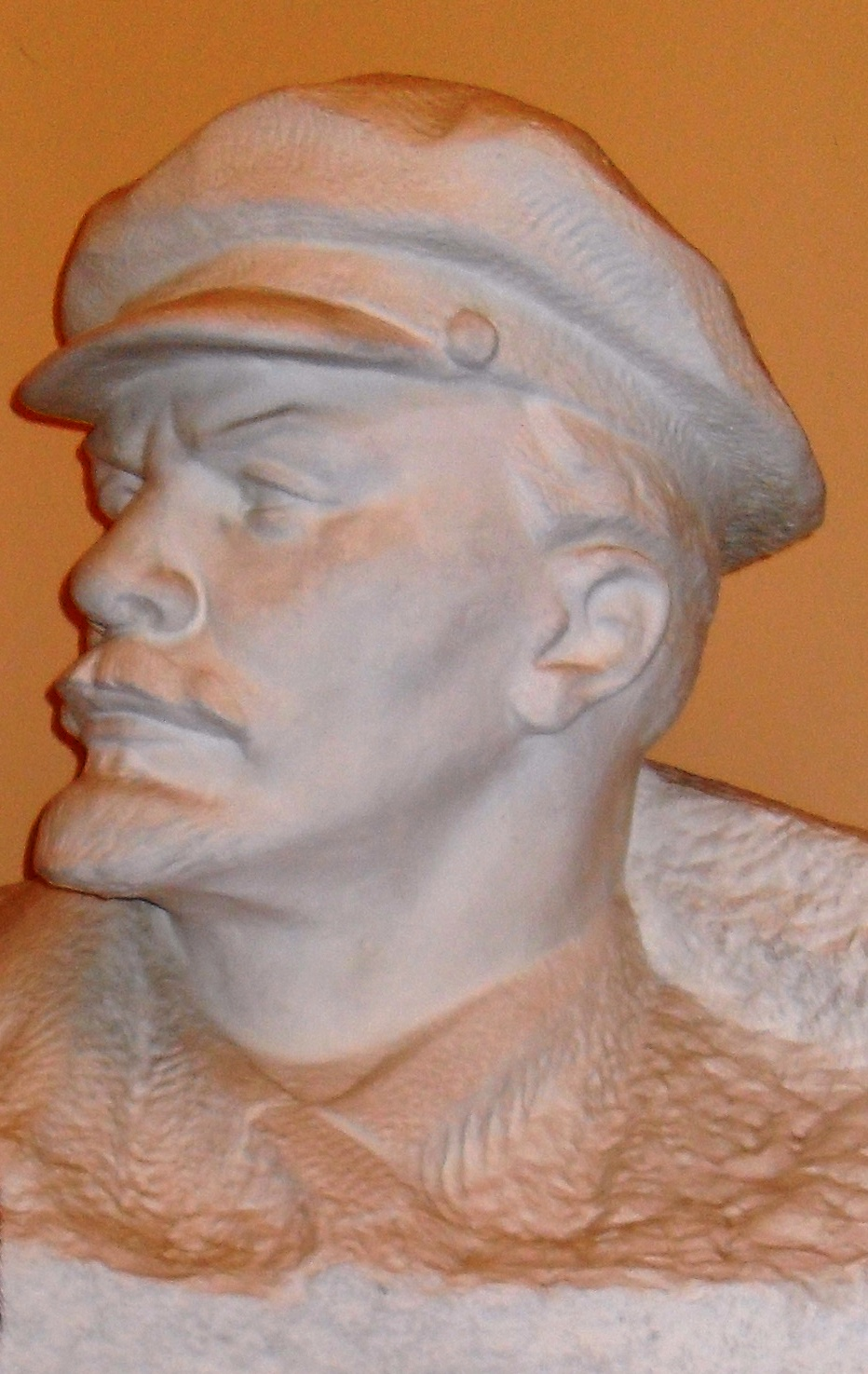
Buste van Lenin in het Museum

Gorki Leninskieje (Russisch: Горки Ленинские) is een dorp in Rusland in de oblast Moskou, vlak bij de plaats Vidnoje en ongeveer 35 km ten zuiden van Moskou. Het heeft de status van stedelijke nederzetting en heeft 1623 inwoners (per 1 januari 2006). Gorki Leninskieje is gelegen aan de Pachra, een zijrivier van de Moskva.
Gorki is vooral bekend door het feit dat de revolutionaire leider Lenin daar is overleden. In zijn laatste jaren bewoonde hij dit landhuis, toen nog bekend als Vysjnieje Gorki dat in het begin van de 19e eeuw voor de adellijke familie Doerasov opgetrokken was. Na de dood van de eigenaar ging het landgoed over naar zijn weduwe, Zinaida Morozova. Zij nam de Russische architect Fjodor Schechte in dienst, om het herenhuis in de toenmalige neoklassieke stijl te renoveren met een zes-koloms Ionische portico.
Nadat de Sovjetoverheid in 1918 naar Moskou werd verplaatst, werd het luxueuze landgoed genationaliseerd en klaargemaakt als Lenins buitenverblijf. In september 1918 herstelde de Sovjetleider daar van een moordpoging. Hij bracht er een lange periode door aangezien zijn gezondheid in de loop van de volgende jaren achteruit ging. Op 15 mei 1923 volgde Lenin de raad van zijn arts op en ging weg uit het Kremlin in Moskou en vertrok naar Gorki. Hij leefde daar tot aan zijn dood op 21 januari 1924.
Na de dood van Lenin werd het landgoed in 1924 Gorki Leninskieje genoemd. Het huis is bewaard als museum, samen met veel van het bezit van Lenin. Ook op het landgoed werd in 1987 een groot museum gevestigd dat allerlei aspecten betreffende het leven van Lenin onder de loep neemt, en artefacten bevat zoals zijn Laatste Testament. Zijn appartement en bureau uit het Kremlin zijn opnieuw opgebouwd in een afzonderlijk gebouw. Hier ziet men de studie annex slaapkamer die Lenin had gekozen om te werken in zijn bibliotheek van meer dan 4.000 boeken in tien verschillende talen. De rondleiding door het museum eindigt in de garage van het huis, waar men Lenins Rolls Royce kan zien. Een monument dat de Dood van de Leider vertegenwoordigt werd in 1958 onthuld in het 18de-eeuwse park.
Ook vandaag de dag verzorgt het Russische Ministerie van Cultuur op aanvraag rondleidingen in het Lenin-Museum.
Ongeveer vier kilometer van Gorki Leninskieje ligt het station Moskva Paveletskaja op de route naar Moskou via Domodedovo Kasjira.